# Felipe Daudt de Oliveira
Felippe Daudt Alves de Oliveira (Santa Maria, 23 de agosto de 1890 — Paris, 17 de fevereiro de 1933) foi um poeta, jornalista, farmacêutico, empresário, esportista e escritor brasileiro.
Filho do bacharel pernambucano Filipe Alves de Oliveira e de Maria Adelaide Daudt, seu pai, ex-juiz municipal, foi assassinado em conflitos políticos da cidade, antes de seu nascimento. Seu tio, João Daudt Filho, auxiliou na sua educação, e o iniciou no mundo dos negócios. Em 1908, formou-se farmacêutico, pela Faculdade Livre de Medicina e Farmácia, em Porto Alegre e passou a auxiliar o tio, na Daudt, Oliveira & Cia., que se transferiu para o Rio de Janeiro.
Na época, colaborava para vários periódicos, entre os quais, o jornal Correio do Povo, Revista Fon-Fon (publicando com seu próprio nome ou com o pseudônimo Gavarni) e Gazeta de Notícias. Também já integrava o Grupo dos Sete, difusor do Simbolismo no Rio Grande do Sul. Seu primeiro livro de poesia, Vida Extinta, foi publicado em 1911; o segundo, Lanterna Verde saiu apenas em 1926. Escreveu também para a revista Ilustração Brasileira, publicada por seu amigo Álvaro Moreyra.
Em 1930 integrou o grupo Tríade Indissolúvel, com seu irmão João Daudt de Oliveira e com João Neves da Fontoura, no trabalho para a vitória da Aliança Liberal. Tem o seu poema Magnificat citado, em virtude do sentimento de continentalidade americana, na conferência Poesia Moderníssima do Brasil, pronunciada na Faculdade de Letras de Coimbra pelo professor da Cadeira de Estudos Brasileiros, Dr. Manuel de Sousa Pinto. Esta conferência foi publicada no Jornal do Commercio, Rio de Janeiro, domingo, 11 de janeiro de 1931, página 3. 
Em 1932, apoiou a Revolução Constitucionalista, mesmo estando no Rio de Janeiro, pelo qual foi frequentemente procurado pela polícia, sem sucesso. Em 12 de outubro, após ter se asilado em uma embaixada, foi para o exílio na França.
No Brasil foram publicada suas obras Alguns Poemas (1937) e a obra em prosa Livro Póstumo (1938). Sua obra poética foi influenciada, nos primeiros anos, pela estética simbolista e, a partir de 1926, passou a incorporar elementos das vanguardas modernistas. Sofreu a influência da poesia de Baudelaire, Cesário Verde, Cruz e Sousa, Gabriele d'Annunzio, Maeterlink e Marcelo Gama.
Conviveu com Agripino Grieco, Álvaro Moreyra, Antonio Barreto, Carlos de Azevedo, Eduardo Guimaraens, Francisco Barreto, Guilherme de Almeida, Homero Prates, Paulo da Silveira, Ronald de Carvalho, Teixeira Soares, Villa-Lobos. É patrono da cadeira 37 da Academia Rio-Grandense de Letras. 
Esportista, fundou a Federação Carioca de Esgrima, remodelou o Clube de Regatas Guanabara.
Faleceu, vítima de um acidente de carro, na estrada de Auxerre, próxima a Paris. Em sua homenagem, foi batizada uma rua de Porto Alegre (no bairro Petrópolis), outra no Rio de Janeiro (no bairro Copacabana) e outra em São Paulo. Em Santa Maria, além de ser nome de rua, foi lhe erguida uma estátua, de Vítor Brecheret.